# Hilary Minster
Hilary Minster (21 maart 1944 - 24 november 1999) was een Engels acteur. Hij werd voornamelijk bekend door zijn rol als generaal Erich Von Klinkerhoffen in de BBC-sitcom 'Allo 'Allo!.

## Biografie
In 1964 speelde Minster in de Britse soapserie Crossroads. In de televisieserie Tinker, Tailor, Soldier, Spy, naar een roman van John le Carré, speelde Minster de rol van Boris. Hilary Minster speelde vaak 1 tot enkele afleveringen in een serie of film.
Tussen 1984 en 1992 speelde Hilary Minster de rol van generaal Erich von Klinkerhoffen. Dit was niet de enige keer dat Minster leiding gaf aan een troep soldaten. In de BBC-dramaserie Secret Army (waar 'Allo 'Allo! een parodie op was) speelde hij kapitein in het Duitse leger.
Tweemaal verscheen Hilary Minster in Doctor Who, respectievelijk als Thal-soldaat Marat in Planet of the Daleks (1973) en als een onbekende Thal-soldaat in Genesis of the Daleks (1975).
Later, in 1978, speelde hij een belangrijke rol als Yagon in Achilles Heel, een aflevering van The Tomorrow People.